# Bůh

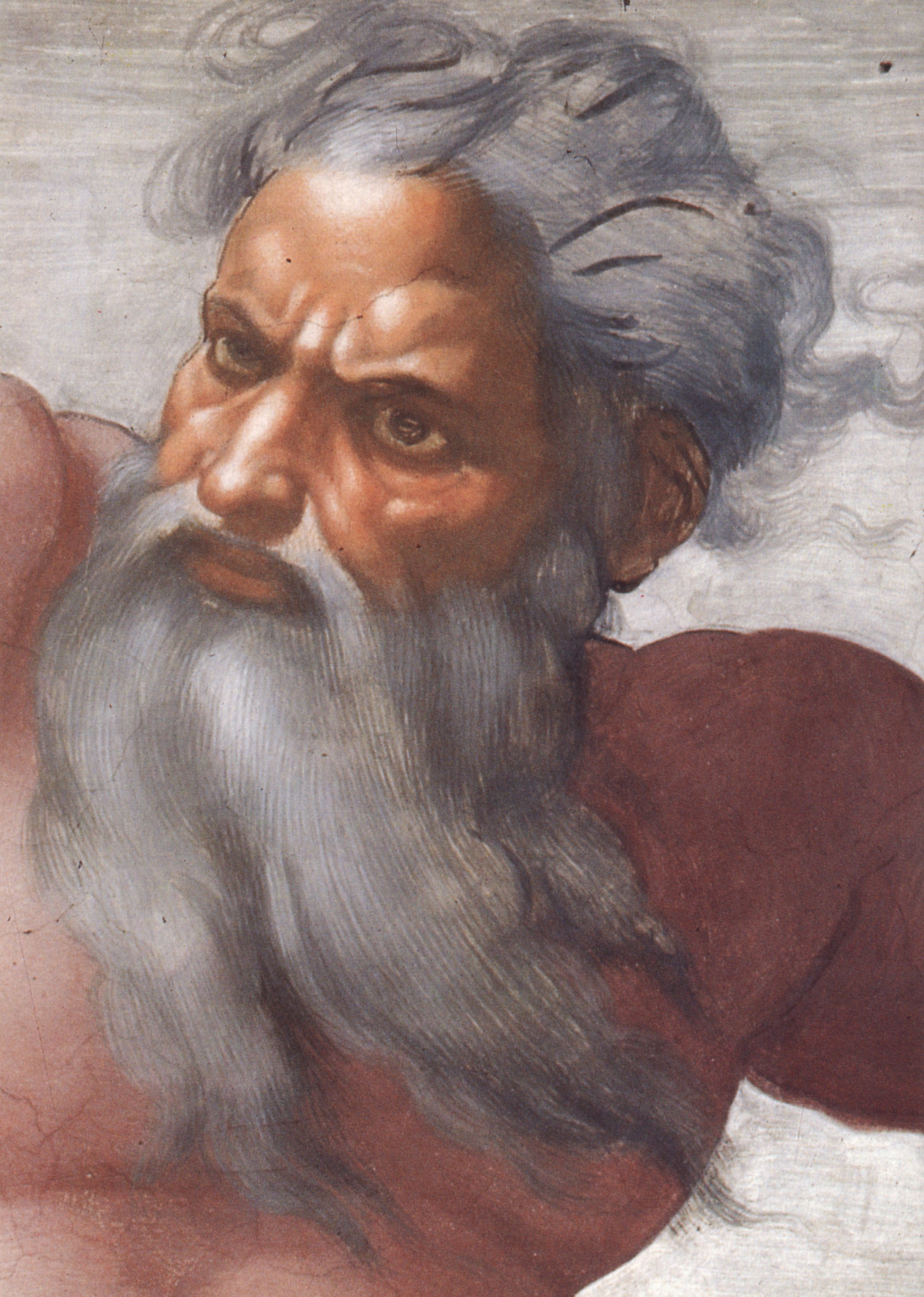
Bůh Stvořitel podle Michelangela

Bůh, bohyně či božstvo jsou pojmy, kterými náboženství označuje bytost či bytosti výjimečné moci, jež jsou předmětem náboženské úcty a kultu. Bohové přesahují svou mocí jiné bytosti, včetně člověka a často je jim připisováno stvoření světa a jiné výjimečné činy. Představují ústřední koncept většiny náboženství, která jsou tak označována jako teistická (z řeckého theos – „bůh“). Kromě osobních, často antropomorfních, božstev existují také náboženské koncepty neosobního božství. Bůh, bohové i božství může být chápáno buď jako transcendentní nebo imanentní.
Teistická náboženství jsou zjednodušeně dělena na monoteistická a polyteistická. Abrahámovská náboženství, mezi něž se řadí především křesťanství, judaismus a islám, typické příklady monoteismu, věří v jediného transcendentního Boha (přičemž křesťanský, judaistický i muslimský Bůh je toutéž postavou), jež je stvořitelem veškerého bytí a který je dokonalý, spravedlivý, všemocný, nesmrtelný  a vševědoucí. Polyteistická náboženství, například mnohá archaická náboženství, například starověká náboženství Egypta, Sumeru a Řecka, věří v bohy a bohyně, jež jsou vůči světu zpravidla imanentní, velmi mocná, nikoliv však všemocná, a jež navazují přátelské i nepřátelské vztahy s dalšími božstvy i jinými bytostmi včetně lidí. Některá náboženství, jako například hinduismus, mají velmi variabilní pojetí Boha, božstev či božství, jež nelze na monoteismus a polyteismus zjednodušit.

## Etymologie
České slovo bůh je všeslovanské (polské bóg, církevněslovanské богъ bogŭ, ruské бог bog) a vychází z praslovanského *bogъ „bůh“, ale také „bohatství, podíl, štěstí“. Praslovanský výraz vychází z praindoevropského *bhag- „(roz)dělit, dostat, požívat“, stejně jako staroperské baga „rozdělovatel, podíl, bůh“ a védské bhaga „pán, rozdělovatel“, jež je častým titulem božstev. Podobný původ má i řecké daimón. Původ těchto výrazů pro boha leží v indoevropském chápání božstev jako dárců bohatství.
Významnými cizojazyčnými výrazy pro boha jsou latinské deus a řecké θεός theos, z nichž vychází například výrazy jako deus ex machina, Agnus Dei nebo deismus, respektive theologie, monotheismus nebo theogonie. Latinský výraz vychází z praindoevropského *deiwós „bůh, nebešťan“, to z *d(i)jéus „nebe“ a to zase z *di či *dei „vydávat světlo“ a souvisí s indoevropskou představou bohů jako nebeských a světelných bytostí. Odpovídají mu výrazy jako sanskrtské déva, irské día, severské tý nebo lotyšské dievs – všechna ve významu „bůh, božstvo“. Ve češtině, a analogicky v dalších slovanských jazycích, došlo u toho výrazu k posunutí významu a vychází z něj tak slova jako div, divný a nejspíše také divoký, v íránských jazycích počala příbuzná slova označovat démona, příklad je avestánské daéva. Řecké theos vychází z praindoevropského dheh1 „bůh“ a to snad z *dheh1s „umístit, položit, založit, nastolit“ stejně jako arménské dik „bohové“ nebo latinské feria „sváteční den“ a fanum „svatyně“.

## Původ představy boha
Archeologie umožňuje z některých artefaktů činit omezené závěry o náboženských kultech, které vyžadují odpovídající víru. Jelikož však myšlenka něčeho „božského“ předcházela vynálezu písma, neexistuje způsob, jak určit místo a čas jejich vzniku. Takové myšlenky navíc unikají jasné definici a ponechávají velký prostor pro imaginativní interpretace.
Existují určité náznaky, že „pán nebo paní zvířat“ - jak se objevilo téměř ve všech kulturách lovců a sběračů jako ochránce světa zvířat a vládce nad zármutkem a strastí lovců jako první božská idea paleolitického lovce a skupiny sběračů.  Konkrétní rekonstrukce a přenosy nedávných kultur do pravěku jako jsou šamanistické praktiky nebo náboženské myšlenky jsou považovány za vysoce spekulativní a neprokazatelné. Prvními nálezy, které jsou spojeny s myšlenkou na božstvo, jsou převážně ženské figurální reprezentace (figurky Venuše) z období mladého paleolitu (40 000 až 9 700 př. n. l.), které někteří autoři interpretují jako sochy matek bohyň, stejně jako ty, které se později vyskytnou grafická znázornění lidí se symboly, které lze relativně spolehlivě interpretovat jako označení božstev.

## Klasifikace pojetí boha

### Jeden a více bohů
Často se rozlišují polyteistická náboženství, která znají několik bohů, a monoteistická náboženství s jediným bohem. V kosmologii monoteistických náboženství jsou polyteističtí bohové s jejich různými funkcemi částečně zahrnuty jako atributy jediného Boha, částečně přeneseny na nadpřirozené bytosti, jako jsou andělé.
V mnoha polyteistických náboženstvích jsou bohové organizováni v pantheonu. V této svaté komunitě existuje hierarchie, která vyplývá z různých funkcí jednotlivých bohů. Někdy nad panteonem vládne vládce, otec všech bohů (například El mezi Kanaánci) nebo bohyně (například Amaterasu na počátku šintoismu). Náboženství s hlavním bohem se nazývají henoteistická. Filosofové jako Platón a stoici občas ve stejném odstavci hovořili bez rozdílu o „Bohu“ a „bozích“.
Rozdíl mezi monoteismem a polyteismem není vždy objektivně jasný, protože v některých náboženstvích bůh existuje v několika formách nebo hypostázách (Trimurti v hinduismu, Nejsvětější Trojice v křesťanství, „Bůh nad / pod“ u lidu Bari, „otec, matka, syn u lidu Ndebele v Zimbabwe).) Na zvláštní lidi, jako je Maria (matka Ježíšova) nebo Siddhártha Gautama, lze navíc pohlížet jako na bohy podobné nebo další bohy, přinejmenším v kontextu srovnávacích náboženských studií nebo z pohledu jiných náboženství. Náboženství může také kombinovat mono- a polyteistické aspekty, pokud lze najít různé Boží představy v závislosti na denominaci a dokonce v závislosti na následovníkovi. Například raní křesťané věřili v jednoho, dva, 30 nebo 365 různých bohů, v závislosti na seskupení, a učení o Trojici sahají od víry ve tři bohy (triteismus) až po představu, že tito tři jsou jen různé aspekty jednoho bůh (modalismus). Všechna tři abrahamovská náboženství jsou dnes výslovně monoteistická.

### Nejvyšší bohové
Bohové monoteistických náboženství, nejvýznamnější a nejmocnější božstva v polyteistických náboženstvích (viz také: henoteismus), ale také představy o nejvyšší nadpřirozené moci v některých etnických náboženstvích, například Velký duch (Kitchi Manitou) u Algonkinců, jsou nazýváni v náboženských studiích a antropologii jako nejvyšší bůh nebo nejvyšší bytost. Do začátku 20. století bylo eurocentricky myslícími etnology a misionáři předčasně a nediferencovaně s křesťanským pojetím Boha ztotožněno mnoho nejvyšších bohů (především afričtí, australští nebo severoameričtí bohové nebo božské mocnosti). Nejvyšší bůh je často považován za stvořitele, ale není uctíván, protože poté již neměl žádný vliv na životy lidí. Tato myšlenka je podobná chápání Boha v deismu.
Ve skutečnosti jsou bohové různých kultur popsáni velmi odlišně.

## Pojetí Boha podle náboženství a kultury
Monoteistická náboženství uctívají a uznávají existenci pouze jednoho Boha. Polyteistická náboženství uctívají více bohů. Bohové v polyteismu plní různé role jako bohové války nebo moře či podsvětí a v jejich čele stojí vládce bohů například v řecké mytologii Zeus.
Ne všechny kultury jasně rozlišují mezi bohy, duchy, anděly, démony a jinými nadpřirozenými bytostmi; v jiných jazycích je odpovídající termín poměrně široký. Takoví „funkční bohové“, kteří také představují autoritativní duchy předků, také existují u Ewe. V jazyce Fon je slovo vodon (srv. Voodoo) překládáno jak Bůh, tak Duch, stejně jako japonské slovo Kami. Buddhističtí dévové, většinou překládaní jako bohové, jsou nadpřirozené bytosti s vlastní osobností, ale nejsou považováni za dokonalé, nesmrtelné, všemocné nebo vševědoucí.

## Zobrazení božstev
Polyteističtí bohové mohou nabývat různých podob, od zvířecích (od skutečných po mytická zvířata) po lidské, ať již plně humanoidní (dvě ruce, dvě nohy…) či nějak upravených (viz mnohoruká božstva Indie). Existují i zobrazení smíšená – částečně lidská, částečně zvířecí. Vzácněji se lze setkat s bohy majícími i jinou než lidskou podobu (viz Aton – výlučně v podobě slunečního kotouče).

## Důkazy existence Boha
Filozofické argumenty či důkazy pro boží existenci byly jako součást přirozené teologie a teodiceje vytvořeny scholastickými filozofy, přičemž hlavní vklad přinesli Anselm z Canterbury a Tomáš Akvinský.
- Ontologický důkaz tvrdí, že Bůh existuje nutně či samotnou definicí boha, tj. boží existence je přímým důsledkem vlastností boží přirozenosti.
- Kosmologický důkaz říká, že existence vesmíru je kontingentní skutečností závislou na existenci Boha.
- Teleologický důkaz tvrdí, že struktura a různé vlastnosti vesmíru, např. pozorovaná vysoká míra jeho komplexity závisející na přesném nastavení fyzikálních konstant, vyžaduje Boha, který vesmír takto navrhl či zamýšlel.
- Mravní důkaz zakládá boží existenci na prosté existenci konceptu dobra a zla.